# Hold 'Em Jail
Hold ’Em Jail is een Amerikaanse filmkomedie uit 1932 onder regie van Norman Taurog.

## Verhaal
Twee boerenpummels worden ten onrechte voor vuurwapenbezit veroordeeld tot een celstraf. In de gevangenis willen ze respect afdwingen door mee te spelen in de sportploeg van de directeur.

## Rolverdeling
| Acteur           | Personage      |
| ---------------- | -------------- |
| Bert Wheeler     | Curley Harris  |
| Robert Woolsey   | Spider Robbins |
| Edna May Oliver  | Violet Jones   |
| Robert Armstrong | Radio-omroeper |
| Roscoe Ates      | Sam Brown      |
| Edgar Kennedy    | Elmer Jones    |
| Betty Grable     | Barbara Jones  |
| Warren Hymer     | Steele         |
| Paul Hurst       | Mijnheer Butch |
| G. Pat Collins   | Whitey         |
| Stanley Blystone | Kravette       |
| Jed Prouty       | Charles Clark  |
| Spencer Charters | Gouverneur     |
| John Sheehan     | Mike Maloney   |